# Кулинич Сергій Анатолійович
 Сергій Анатолійович Кулинич (рос. Сергей Анатольевич Кулинич; нар. 17 травня 1960) — радянський, російський та казахстанський футболіст та тренер, виступав на позиції захисника.

## Кар'єра гравця
Розпочинав професіональну кар'єру у футбольному клубі «Захсибовець» (Новокузнецьк) у 1980 році. Був членом ВЛКСМ. У 1982 перейшов у «Кузбас», разом з яким того ж сезону піднявся з 2-ї ліги в 1-у. У 1985 році перейшов до дніпропетровського «Дніпра», в складі якого став бронзовим призером чемпіонату СРСР 1985 року. У футболці дніпропетровського клубу зіграв у 1/4 фіналу Кубку європейських чемпіонів 1984/85 проти «Бордо». Також виступав за команди «Кайрат», «Металург» (Запоріжжя), «Шахтар» (Караганда) і «Металург» (Новокузнецьк). У 1992 виїхав в Україну, де відіграв рік за «Поділля» (Хмельницький), а в серпні 1992 року зіграв 1 поєдинок у складі вінницької «Ниви» в кубку України. У сезонах 1992/93 і 1993/94 років грав в Угорщині за клуб 1-ї ліги «Каба» (Хайдусобосло). У 1994 грав за «Кайрат», а в 1995 році — за клуб «Цесна». У 1996 приїхав до Росії, де провів 2 сезони за «Металург-Захсиб».

## Кар'єра тренера
З 1999 по 2005 рік та в 2010 році обіймав різні посади в складі тренерського штабу футбольного клубу «Металург-Кузбас». У 2002 році під його керівництвом команда вийшла в Перший дивізіон, а в 2004 році завдяки зусиллям Кулинича «Металург-Кузбас» не вилетів у Другий дивізіон. 9 лютого 2011 року став одним з помічників головного тренера футбольного клубу «Урал» Дмитра Огая. 30 травня залишив команду.

## Досягнення
«Дніпро»
- Вища ліга чемпіонату СРСР
  -  Бронзовий призер (1): 1985